# José Ángel Pérez-Nievas
José Ángel Pérez-Nievas Abascal (Tudela, Navarra, 11 de diciembre de 1930 - 16 de septiembre de 2008) fue un abogado y político navarro, militante del Partido Carlista. Era Licenciado en derecho por la Universidad de Deusto.
En 1971 fue uno de los dos candidatos promovidos por la Junta Regional del Partido Carlista en las elecciones de procuradores a Cortes por el tercio familiar, obteniendo unos 25.708 votos. Su compañero de candidatura era Mariano Zufía. En 1975 fue elegido miembro del Consejo Foral, representando a Tudela. También fue candidato al Parlamento Europeo, al Congreso de los Diputados y al Parlamento de Navarra cuando se inició la democracia en sucesivas citas electorales.
En 2002 dejó el cargo de secretario general del Partido Carlista de Euskalherria (EKA), pero se mantuvo de secretario general del Partido Carlista de Navarra hasta la muerte. Uno de sus logros más importante fue el reconocimiento como víctimas del terrorismo de Aniano Jiménez y Ricardo García, fallecidos en los sucesos de Montejurra de 1976.
Como abogado fue decano del Colegio de Abogados de Navarra en los años 70 y en 2008 era el más veterano de los que ejercían la profesión en Tudela.
En el ámbito de la movilización social siempre estuvo muy implicado en la lucha por el desmantelamiento del Polígono de Tiro de las Bardenas.
Estuvo casado con María Carmen Borderas Gaztambide, siendo padre de cinco hijos, uno de los cuales es el periodista Fermín Pérez-Nievas. Era tío del historiador Xabier Zabaltza Pérez-Nievas (n. en 1966) y del político Carlos Pérez-Nievas López de Goicoechea (n. en 1966).